# کونستانت فیت
کونستانت فیت (هلندی: Constant Feith; ۳ اوت ۱۸۸۴ – ۱۵ سپتامبر ۱۹۵۸) بازیکن فوتبال اهل هلند بود.
وی همچنین در تیم ملی فوتبال هلند بازی کرده‌است.